# Josip Vancaš
Josip Vancaš (pronuncia : Vantzasc) (Sopron, 22 marzo 1859 – Zagabria, 15 dicembre 1932) è stato un architetto austro-ungarico e jugoslavo che trascorse gran parte della sua carriera nella città bosniaca di Sarajevo, dove progettò oltre duecento edifici. Ha anche progettato edifici importanti nell'attuale Croazia e Slovenia. Fu anche il primo direttore del Männergesangverein a Sarajevo, alla sua fondazione nel 1887.

## Biografia
Nato in una famiglia croata in Ungheria, Vancaš ha completato la scuola secondaria a Zagabria. Ha studiato architettura a Vienna sotto la supervisione del suo mentore Friedrich Schmidt, esperto di architettura medievale. Ha studiato all'Università Tecnica di Vienna dal 1876 al 1881 e ha lavorato nell'atelier di F. Fellner e H. Helmer. Ha adottato l'uso di stili storici eclettici da Friedrich Schmidt.
Schmidt raccomandò Vancaš a Benjamin Kállay per la progettazione della cattedrale di Sarajevo, e Vancaš arrivò a Sarajevo nel 1884. Sarebbe rimasto lì per trentasette anni, diventando un'autorità architettonica di spicco a Sarajevo, membro del primo Parlamento bosniaco (1910), e il vice sindaco di Sarajevo.
Durante la sua lunga carriera Vancaš rimase devoto ammiratore delle tendenze architettoniche viennesi e spesso le incluse nei suoi progetti in Bosnia ed Erzegovina. Tuttavia non si limitò a imitare semplicemente i modelli della capitale, e cercò piuttosto di adattarli alle condizioni e al contesto della Bosnia.
Lo storicismo e l'eclettismo dominano nelle sue opere, ma vi si trovano anche elementi della Secessione viennese. Nei suoi progetti passa dalle influenze pseudo-romantiche a quelle pseudo-orientalistiche. Vancaš ha studiato l'architettura locale bosniaca e ha tentato applicando i suoi elementi caratteristici di creare un vero e proprio "stile bosniaco".
Durante la sua permanenza in Bosnia (1883-1921) Vancaš costruì 102 case residenziali, 70 chiese, 12 scuole, 10 palazzi, 10 banche, 10 edifici municipali governativi, 6 alberghi e taverne e rimodellò una serie di edifici. Vancaš ha anche prodotto bozze per altari ecclesiastici e disegni per interni residenziali ed ecclesiastici. Nel 1911, come rappresentante nel Parlamento della Bosnia-Erzegovina, presentò una risoluzione sulla protezione dei monumenti culturali in Bosnia-Erzegovina.

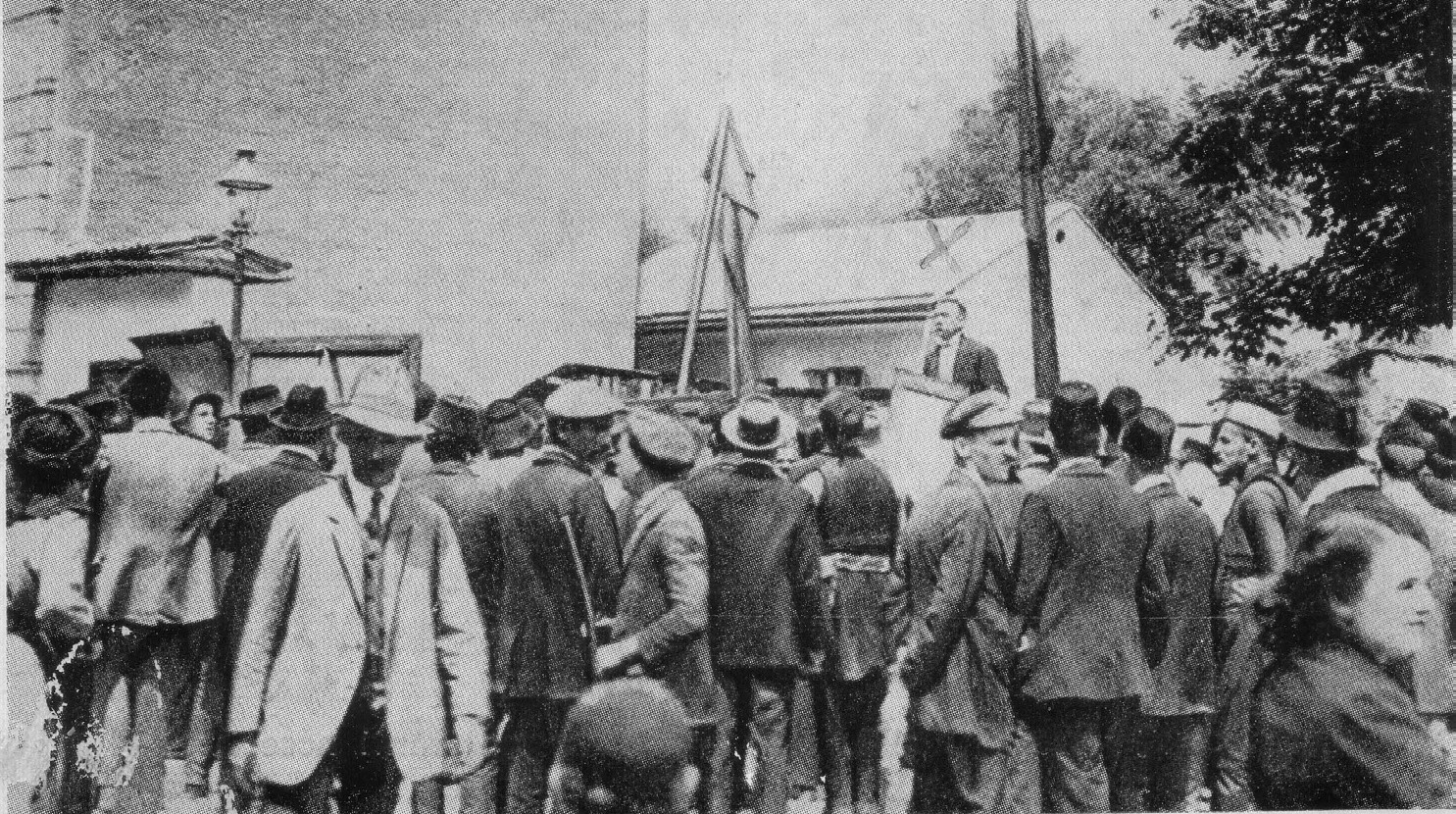
Josip Vancaš si rivolge a una folla a Sarajevo, il 29 giugno 1914.

Il 29 giugno 1914 fu uno degli oratori che si rivolse alla folla che in seguito vandalizzò e saccheggiò le proprietà dei serbi a Sarajevo durante i disordini dopo l'assassinio di Gavrilo Princip dell'Arciduca Francesco Ferdinando d'Austria.
Vancaš ha anche scritto diversi studi sul folk bosniaco e sull'architettura urbana. Dal 1921 fino alla sua morte nel 1932 visse a Zagabria.
Le sue opere più significative sono la cattedrale neo-gotica di Sarajevo (1884-1889), il palazzo neo-rinascimentale della Presidenza, l'ufficio postale centrale di Sarajevo, il padiglione pseudo-folcloristico della Bosnia ed Erzegovina durante l'esposizione del Millennio a Budapest (1896), il palazzo della Prima banca croata di risparmio di Zagabria (1898-1900), il palazzo Normann di Osijek e l'Hotel Union e la City savings Bank e la Cassa di risparmio a Lubiana. Josip Vancaš è morto a Zagabria il 15 dicembre 1932 all'età di 73 anni.

## Opere

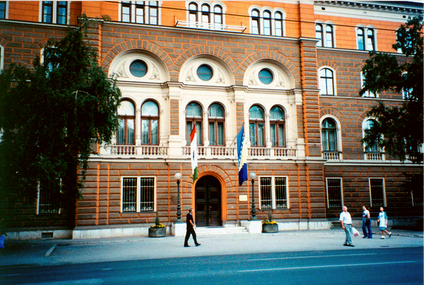
Palazzo della Presidenza, Sarajevo
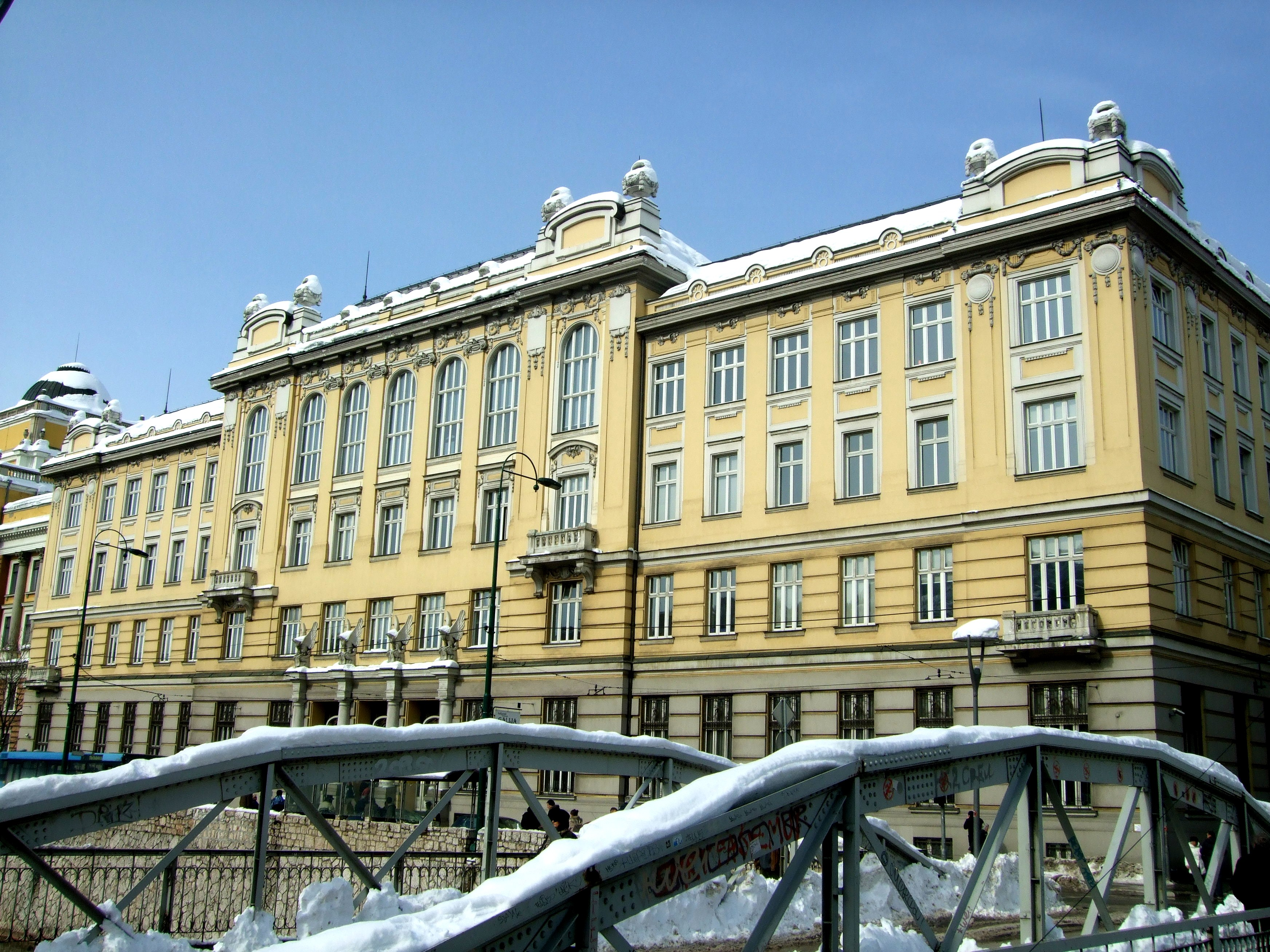
Sede centrale delle Poste, Sarajevo
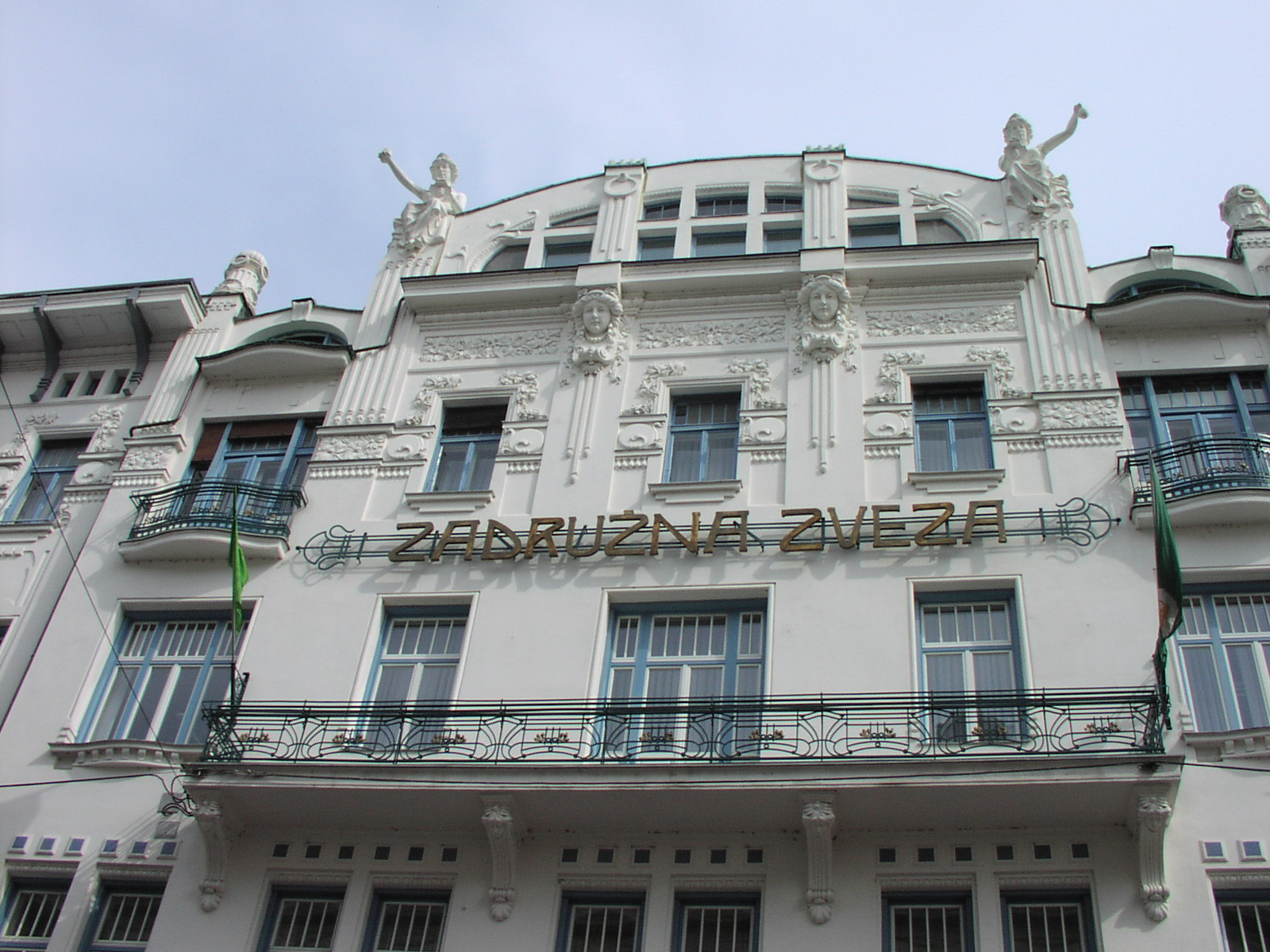
Banca Unione Cooperative, Ljubljana
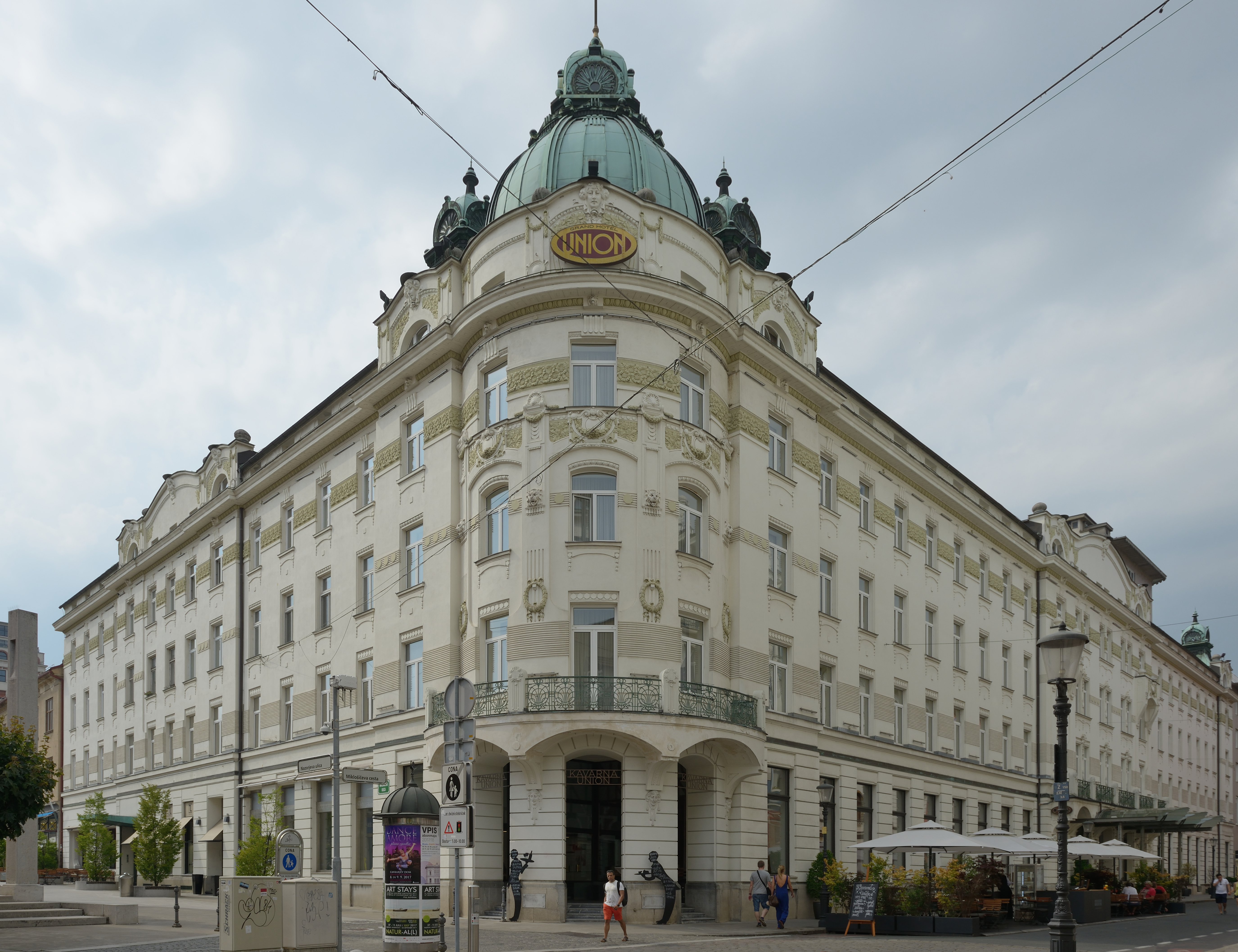
Grand Hotel Union a Ljubljana
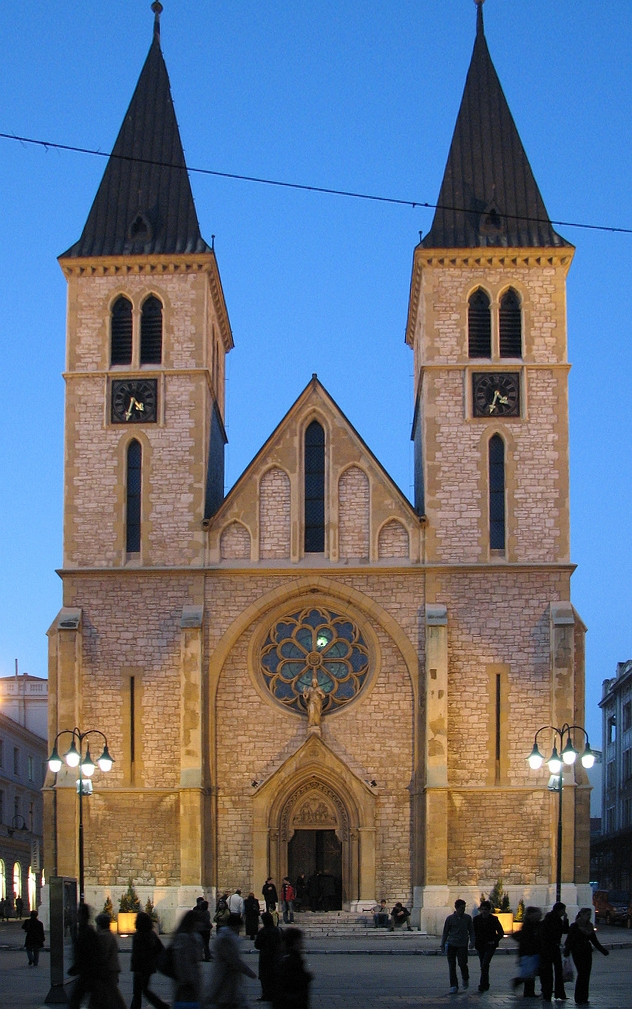
Cattedrale cattolica del Sacro Cuore, Sarajevo